# Cephalostachyum
Genre
Synonymes
- Cephalostachyum Munro[2]
- Dendrochloa C. E. Parkinson[2]
- Leptocanna L.C.Chia & H.L.Fung[2]
- Schizostachyum Nees (préféré par BioLib)[2]
- Schleropelta Buckley[2]
- Stapletonia P.Singh, S.S.Dash & P.Kumari[2]
- Teinostachyum Munro[2]

Cephalostachyum est un genre de plantes monocotylédones de la famille des Poaceae (graminées), sous-famille des Bambusoideae, originaire d'Asie et de Madagascar, qui comprend une quinzaine d'espèces acceptées.
Ce sont des bambous vivaces, à rhizomes courts (pachymorphes), aux tiges (chaumes) dressées pouvant atteindre 13 mètres de long et aux inflorescences formée d'épillets groupés en têtes globuleuses. Ces plantes se rencontrent dans des forêts subtropicales humides à des altitudes allant de 500 à 2500 mètres.
Certaines espèces sont cultivées comme plantes ornementales.

## Étymologie
Le nom générique « Cephalostachyum » dérive de deux racines grecques :  κεφαλή (kephalế), « tête », et στάχυς (stachys), « épi ». Ce nom forgé par William Munro fait référence à la manière dont les épillets sont groupés en une tête globuleuse ou en un épi de têtes.

## Liste d'espèces
Selon World Checklist of Selected Plant Families (WCSP) (12 juin 2018) :
- Cephalostachyum burmanicum R.Parker & C.E.Parkinson (1932)
- Cephalostachyum capitatum Munro (1868)
- Cephalostachyum chinense (Rendle) D.Z.Li & H.Q.Yang (2007)
- Cephalostachyum flavescens Kurz, J. Asiat. Soc. Bengal, Pt. 2 (1873)
- Cephalostachyum langbianense A.Chev. & A.Camus (1921)
- Cephalostachyum latifolium Munro (1868)
- Cephalostachyum mannii (Gamble) Stapleton (1997)
- Cephalostachyum mindorense Gamble, Philipp. J. Sci. (1910)
- Cephalostachyum mishimianum H.B.Naithani (2014)
- Cephalostachyum pallidum Munro (1868)
- Cephalostachyum pingbianense (Hsueh & Y.M.Yang ex T.P.Yi) D.Z.Li & H.Q.Yang (2008)
- Cephalostachyum sanguineum (W.P.Zhang) D.Z.Li & H.Q.Yang (2007)
- Cephalostachyum scandens Bor (1957 publ. 1958)

Selon The Plant List (12 juin 2018) :
- Cephalostachyum burmanicum R.Parker & C.E.Parkinson
- Cephalostachyum capitatum Munro
- Cephalostachyum chapelieri Munro
- Cephalostachyum chevalieri A.Camus
- Cephalostachyum flavescens Kurz
- Cephalostachyum langbianense A.Chev. & A.Camus
- Cephalostachyum latifolium Munro
- Cephalostachyum mannii (Gamble) Stapleton
- Cephalostachyum mindorense Gamble
- Cephalostachyum mindorensis Gamble
- Cephalostachyum pallidum Munro
- Cephalostachyum pergracile Munro
- Cephalostachyum perrieri A.Camus
- Cephalostachyum scandens Bor
- Cephalostachyum viguieri A.Camus
- Cephalostachyum virgatum (Munro) Kurz